# FC Lorient
Der Football Club Lorient-Bretagne Sud ist ein französischer Fußballverein aus der bretonischen Hafenstadt Lorient im Département Morbihan.

## Geschichte
Gegründet wurde er 1926 als FC Lorientais; treibende Kraft hinter seiner Gründung waren die Eltern des späteren Nationalspielers Antoine Cuissard. Nach dem Zweiten Weltkrieg hieß der Klub zeitweise FC de Lorient bzw. FC Lorient 56, Mitte der 1990er Jahre nahm er seinen heutigen Namen an. Der Verein bzw. seine Spieler werden auch als les Merlus (deutsch: die Seehechte) bezeichnet. Die Vereinsfarben sind Orange und Schwarz; die Ligamannschaft spielt im 1959 gebauten Stade du Moustoir, das nach dem letzten Ausbau (2010) einen Kunstrasen besitzt und eine Kapazität von 18.500 Plätzen aufweist.
Die Saison 2001/02 war trotz des Abstiegs aus der ersten Liga die erfolgreichste in der Geschichte des Vereins. Im April 2002 mussten sich die Bretonen im Finale des Ligapokals noch Girondins Bordeaux mit 0:3 geschlagen geben. Am 11. Mai 2002 gewann Lorient den ersehnten ersten Titel mit einem 1:0-Sieg gegen den korsischen SC Bastia im Finale des Landespokals. Elf Jahre lang, zwischen 2003 und 2014, hatte Christian Gourcuff Lorients erste Männermannschaft trainiert.
Ende 2010 beschloss der Vorstand, die Komposition einer Vereinshymne in Auftrag zu geben. Die in Lorient verwurzelte und sehr populäre Band Soldat Louis präsentierte den Song „Debout, Lorient!“ im Frühjahr 2011 erstmals live im Stadion. Seither wird er dort vor allem von den heimischen Fangruppen stets mitgesungen.
Vereinspräsident ist Loïc Féry. (Stand: Juni 2017)

## Ligazugehörigkeit
Erst spät in seiner Geschichte war der Verein im professionellen Bereich (1967–1977 und wieder seit 1995) vertreten.
Erstklassig (Division 1, seit 2002 in Ligue 1 umbenannt) spielte Lorient 1998/99, 2001/02, von 2006/07 bis 2016/17, zwischen 2020/21 und 2023/24 sowie 2025/26.

## Aktueller Kader 2024/25
Stand: 27. Februar 2025
| Nr.        | Nat.                         | Name                | Geburtstag | im Verein seit | Vertrag bis |
| Tor        | Tor                          | Tor                 | Tor        | Tor            | Tor         |
| ---------- | ---------------------------- | ------------------- | ---------- | -------------- | ----------- |
| 01         | Frankreich                   | Benjamin Leroy      | 07.04.1989 | 2024           | 2026        |
| 30         | Frankreich                   | Gaël Alette         | 27.04.2001 | 2024           | 2027        |
| 38         | Schweiz                      | Yvon Mvogo          | 06.06.1994 | 2022           | 2025        |
| Abwehr     |                              |                     |            |                |             |
| 02         | Brasilien                    | Igor Silva          | 21.08.1996 | 2021           | 2026        |
| 03         | Tunesien                     | Montassar Talbi     | 26.05.1998 | 2022           | 2027        |
| 05         | Senegal                      | Formose Mendy       | 02.01.2001 | 2023           | 2028        |
| 15         | Frankreich                   | Julien Laporte      | 04.11.1993 | 2019           | 2025        |
| 24         | Kongo Demokratische Republik | Gédéon Kalulu       | 29.08.1997 | 2022           | 2026        |
| 32         | Ghana                        | Nathaniel Adjei     | 21.08.2002 | 2024           | 2026        |
| 44         | Kamerun                      | Darlin Yongwa       | 22.09.2000 | 2022           | 2026        |
| 60         | Frankreich                   | Enzo Genton         | 31.03.2006 | 2024           | 2025        |
| 66         | Nigeria                      | Isaac James         | 28.08.2004 | 2024           | 2025        |
| 77         | Griechenland                 | Panos Katseris      | 05.07.2001 | 2024           | 2028        |
| Mittelfeld |                              |                     |            |                |             |
| 06         | Frankreich                   | Laurent Abergel     | 01.02.1993 | 2019           | 2029        |
| 17         | Frankreich                   | Jean-Victor Makengo | 12.06.1998 | 2023           | 2027        |
| 21         | Frankreich                   | Julien Ponceau      | 28.11.2000 | 2018           | 2025        |
| 62         | Kamerun                      | Arthur Avom         | 15.12.2004 | 2024           | 2026        |
| 75         | Frankreich                   | Bandiougou Fadiga   | 15.01.2001 | 2024           | 2028        |
| Sturm      |                              |                     |            |                |             |
| 09         | Elfenbeinküste               | Mohamed Bamba       | 10.12.2001 | 2024           | 2028        |
| 10         | Frankreich                   | Pablo Pagis         | 29.12.2002 | 2022           | 2027        |
| 22         | Frankreich                   | Eli Junior Kroupi   | 23.06.2006 | 2023           | 2026        |
| 23         | Elfenbeinküste               | Stéphane Diarra     | 09.12.1998 | 2020           | 2025        |
| 27         | Benin                        | Tosin Aiyegun       | 26.06.1998 | 2023           | 2027        |
| 28         | Senegal                      | Sambou Soumano      | 03.01.2001 | 2022           | 2026        |
| 93         | Norwegen                     | Joel Mvuka          | 12.11.2002 | 2023           | 2027        |

## Erfolge
- Französischer Pokalsieger: 2002
- Teilnahme am UEFA-Cup: 2002/03

## Bekannte Spieler in der Vergangenheit
| - Antoine Cuissard, bestritt 5 A-Länderspiele während seiner Zeit beim damaligen Amateurligisten FCL - Jean-Claude Darcheville - Kevin Gameiro - André-Pierre Gignac - Christian Gourcuff | - Christophe Jallet - Seydou Keita - Bakari Koné - Laurent Koscielny - Patrice Loko |